# Marcus Diniz
Marcus Plínio Diniz Paixão (1 augustus 1987) is een Braziliaanse verdediger die uitkomt voor Hapoel Ironi Kiryat Shmona. 
Zijn debuut in België werd direct opgemerkt door 2 rode kaarten in zijn eerste 3 wedstrijden waardoor hij al direct een schorsing van 7 wedstrijden aan zijn been had.
| seizoen | club                       | land        | competitie               | wed. | goals |
| ------- | -------------------------- | ----------- | ------------------------ | ---- | ----- |
| 2006/07 | AC Milan                   | Italië      | Serie A                  | 0    | 0     |
| 2007/08 | → AC Monza                 | Italië      | Serie C                  | 13   | 1     |
| 2008/09 | → AS Livorno Calcio        | Italië      | Serie B                  | 2    | 0     |
| 2009    | → FC Crotone               | Italië      | Serie C                  | 9    | 0     |
| 2009/10 | → AS Livorno Calcio        | Italië      | Serie A                  | 21   | 0     |
| 2010    | → Parma FC                 | Italië      | Serie A                  | 0    | 0     |
| 2010/11 | → KAS Eupen                | België      | Jupiler Pro League       | 5    | 0     |
| 2011/12 | → Como Calcio 1907         | Italië      | Lega Pro Prima Divisione | 26   | 1     |
| 2012/13 | → US Lecce                 | Italië      | Lega Pro Prima Divisione | 27   | 1     |
| 2013/14 | → US Lecce                 | Italië      | Lega Pro Prima Divisione | 27   | 2     |
| 2014/15 | → US Lecce                 | Italië      | Lega Pro Prima Divisione | 17   | 0     |
| 2015/16 | Calcio Padova              | Italië      | Lega Pro Prima Divisione | 31   | 1     |
| 2016/17 | FC Lausanne-Sport          | Zwitserland | Super League             | 30   | 2     |
| 2017/18 | Hapoel Ironi Kiryat Shmona | Israël      | Ligat Ha'Al              | 17   | 1     |
| Totaal  | Totaal                     | Totaal      | Totaal                   | 225  | 9     |